# François Decoster
François Decoster (ur. 17 kwietnia 1973 w Hazebrouck) – francuski samorządowiec, od 2014 roku mer Saint-Omer. Od 2020 roku jest także przewodniczącym frakcji Odnówmy Europę w Europejskim Komitecie Regionów.       
W latach 2014–2019 był przewodniczącym Wspólnoty Aglomeracyjnej Saint-Omer. Od 2010 do 2015 roku był radnym Nord-Pas-de-Calais, od 2015 roku radnym Hauts-de-France, gdzie od 2016 do 2019 był wiceprzewodniczącym rady regionu.       

## Wykształcenie i praca zawodowa
Studiował na Université de Paris V, Instytucie Nauk Politycznych w Paryżu oraz na Kolegium Europejskim. Od 1996 do 1998 był współpracownikiem lidera Unii na rzecz Demokracji Francuskiej François Léotarda, a następnie do 2001 roku pracował z europosłami Bernardem Lehideux oraz Jean-Louisem Bourlanges. Od 1999 do 2002 roku pracował jako asystent na Kolegium Europejskim w Brugii. Był koordynatorem francuskiej delegacji Europejskiej Partii Ludowej w Parlamencie Europejskim. W latach 2002–2012 był doradcą francuskich ministrów: Noëlle Lenoir, Gillesa de Robiena, Valérie Pécresse, Davida Douilleta oraz Edouarda Courtiala. W 2012 roku założył własną firmę doradztwa strategicznego. Jest wykładowcą w Instytucie Nauk Politycznych w Paryżu. Od sierpnia 2019 roku jest dyrektorem gabinetu sekretarza stanu przy ministrze ds. europejskich Jean-Baptiste Lemoyne.

## Działalność polityczna
W 1997 roku został wybrany radnym gminy Saint-Omer, a w 2001 został zastępcą mera Jean-Jacquesa Delvaux ds. finansów i rozwoju gospodarczego. W tym samym roku został delegatem gminy do Wspólnoty Aglomeracji Saint-Omer. Od 2008 do 2014 roku był liderem opozycji w radzie gminy. W 2010 został radnym regionu Nord-Pas-de-Calais. Dołączył do Komisji Planowania Regionalnego, Turystyki, Kwestii Europejskich i Rewitalizacji Miast. W kwietniu 2012 roku został członkiem Europejskiego Komitetu Regionów, w którym zasiadł w Komisji Funduszy Europejskich i Transportu (COTER) oraz Komisji Obywatelstwa, Sprawowania Rządów, Spraw Instytucjonalnych i Zewnętrznych (CIVEX). Przeszedł następnie z Komisji COTER do Komisji Polityki Społecznej, Edukacji, Zatrudnienia, Badań Naukowych i Kultury (SEDEC).
30 marca 2014 roku został wybrany merem Saint-Omer uzyskując 2776 głosów (47.09%). Zastąpił na tej funkcji Bruno Magniera. W tym samym roku został także przewodniczącym Wspólnoty Aglomeracyjnej Saint-Omer. W 2015 roku został wybrany radnym regionu Hauts-de-France. W tym samym roku został przewodniczącym Komisji CIVEX w Komitecie Regionów oraz wiceprzewodniczącym frakcji Partii Porozumienia Liberałów i Demokratów na rzecz Europy.  Od 2016 do 2019 roku był wiceprzewodniczącym rady regionu ds. kultury. W 2017 roku został przewodniczącym delegacji francuskiej w Komitecie Regionów. W lutym 2020 roku został wybrany przewodniczącym frakcji Odnówmy Europę w tym gremium. W marcu tego samego roku uzyskał reelekcję na stanowisku mera miasta uzyskując 2420 głosów (65,78%). W lipcu 2022 roku został ponownie wybrany przewodniczącym frakcji Odnówmy Europę w KR.

## Odznaczenia i wyróżnienia
- Oficer Orderu Zasługi Republiki Włoskiej[2]